# هانس رایسنر

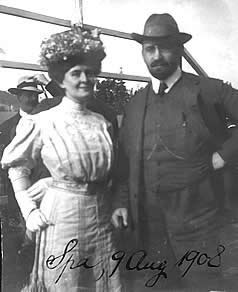
هانس رایسنر و همسرش.

هانس یاکوب رایسنر (به آلمانی: Hans Jacob Reissner)(۱۸ ژانویه ۱۸۷۴ - ۲ اکتبر ۱۹۶۷) که همچنین با نام یاکوب یوهانس رایسنر شناخته می‌شود، یک مهندس هوافضای آلمانی بود که تفریح جانبی اش فیزیک ریاضیاتی بود. در خلال جنگ جهانی اول، موفق به کسب جایزه صلیب آهنی درجه دوم (ویژه شهروندان) به خاطر کارهای پیشگامانه‌اش در طراحی هواگرد شد.
او اولین فردی بود که متریک جرم نقطه ای باردار را با حل معادلات اینشتین به دست آورد. متریک رایسنر-نوردشتروم وی نشان داد که الکترون به جای افق رویداد، تکینگی برهنه دارد.